# 嘉道理中國保育
嘉道理中國保育（英語：Kadoorie Conservation China）是嘉道理農場暨植物園的一個屬下部門，旨在緩減中國生物多樣性的消失和推廣永續理念。KCC的項目分爲六大類：生態系統保育、保護瀕危物種、華南生物多樣性調查、培養中國保育力量、提倡可持續發展和宣教及科普。

## 歷史
KCC 于1998 年成立，當年取名“華南生物多樣性研究隊”，主要從事生物多樣性的保護及調查研究工作。至2003年，KCC在原有的基礎上推展了工作方向，加入對可持續農業和永續生活方式的推廣，並改名為“中國項目”。到2011年，KCC再次改名為嘉道理中國保育，希望新名字更能體現KCC的工作重點和工作區域。

## 生態系統保育

### 海南鸚哥嶺自然保護區
海南中部的鸚哥嶺位置偏僻，過往沒有進行過深入的科學考察。2003 年，KCC 首次進入鸚哥嶺，發現華南最大的連片熱帶森林，內裡古木參天，蘊含豐富的生物多樣性。2005 年，海南省林業局和KCC 聯合組織國內外多家科研院所的專家60 多人，先後三次深入保護區，歷時3 個多月，開展了綜合資源考察，發現大量珍貴物種，包括新物種如鸚哥嶺樹蛙(Rhacophorus yinggelingensis)，中國新紀錄如輪葉三棱櫟 (Trigonobalanus verticillata)，和160 多個海南新紀錄，如伯樂樹(Bretschneidera sinensis) 和小鱗胸鷦(Pnoepyga pusilla) 等；充分顯示了鸚哥嶺無可替代的保育價值。但同時，區內亦受到偷獵、濫伐等人為干擾而逐漸退化。自2006 年起，KCC 在海南省林業局邀請下全力參與規劃及發展鸚哥嶺自然保護區，並派專家直接參與保護區管理工作，目標成為國際水平的保護區。經數年努力，保護區在資源管理、科研監測、社區參與式保育等方面都略有成效。這過程中獲得的經驗、成果和遇到的種種挑戰，都能給區域內條件類似的保護區借鑒。

### 海南俄賢嶺熱帶石灰岩森林
海南島缺乏大範圍的喀斯特石灰岩景觀，但零星散落在海南西部的石灰岩森林卻擁有不少獨一無二的物種。自2004 年起，KCC 積極與各方合作，探索海南石灰岩森林的生物多樣性及其保育價值；KCC資助的科學家在這些特化的原始熱帶雨林發現眾多珍稀物種，包括科學新種及中國新記錄。近年，日益增加的農墾開發和水泥廠對原材料的需求，使海南的石灰岩森林遭受前所未有的嚴重破壞，但針對這種獨特生態系統的保育和研究項目卻寥寥無幾。

### 海南淡水生態保育
鸚哥嶺禁漁區
自2007 年起，嘉道理中國保育聯合鸚歌嶺保護區，向當地社區推廣禁漁區的理念，以達到恢復魚類種群和增加禁漁區外漁獲雙贏的目的。經過一段時間的討論，在 2008 年，白沙縣道銀村村民同意設立禁漁區和其管理規則和條例，自發把流經村裡的南開河最寬最深、魚類最集中的部分劃為禁漁區。有道銀的成功例子後，KCC 繼續把禁漁區的概念推廣出去；經過面談、討論和示範，越來越多村莊接受了禁漁區的理念，開始實施自己的禁漁區。為表示支持，KCC給當地村民和當地護林員舉辦宣傳教育工作坊，幫助他們設計建立禁漁區告示牌。直到現在，鸚歌嶺範圍內11 個地方共設立了15 個禁漁區。此外，為了提高年輕一代的保護意識，KCC還在附近的中小學舉辦了有關魚類和淡水生態保護的教育活動 。
海口羊山濕地
自2011 年起，嘉道理中國保育聯合海南野生保護管理局一起保護海南最大的連片濕地，宣傳濕地的重要性。

## 保護瀕危物種
海南長臂猿
自2003 年起，KCC受海南省林業局邀請，參與海南長臂猿的保護工作。同年也支持了一次種群數量調查，並召開首次海南長臂猿保育研討會，為長臂猿制訂長遠保護行動計劃。調查中只能確認2 群共13 只長臂猿，並確認了它們面對的主要威脅，包括棲息地面積過小及破碎化，關鍵的低海拔森林質量退化和嚴重人為干擾壓力等。為恢復海南長臂猿種群，KCC聯合保護區實施了一系列的就地保育措施，包括加強日常巡護、成立長臂猿監測隊、人工恢復低地生境、開展科學研究和社區宣傳教育等。
廣西的冠斑犀鳥
基于保护冠斑犀鸟的迫切性，在西大明山自然保护区管理局与嘉道理中国保育的合作和统筹下，加上其他合作伙伴的参与，《西大明山冠斑犀鸟保育项目》在2009 年开展。项目自开展以来，KCC 的团队与保护区紧密合作，从科研、宣教以及人员培训各方面，对当地的冠斑犀鸟进行全面的保育工作。KCC 和广西野生动物保护协会于2011 年 3 月举办了第一届“中国犀鸟保育与研究国际研讨会”，共有30 多个国外及中国代表参加。

## 相關網站
- 嘉道理農場暨植物園官方網頁（页面存档备份，存于）
- 嘉道理中國保育官方微博（页面存档备份，存于）
- 森林脈搏[永久]

## 外部連結
- 情系鸚哥嶺--香港嘉道理中國保育一瞥（页面存档备份，存于）